# Joe Public
Joe Public est un groupe de musique américain, originaire de Buffalo, dans l'État de New York. Le genre de musique est principalement le new jack swing, hip-hop et RnB. Le groupe est connu aux États-Unis pour son tube Live and Learn, qui s'est classé 4e au Billboard Hot 100 en 1992.

## Biographie
Joe Public est formé depuis le groupe Atension, signé chez Island Records, en 1989. Il comprend le chanteur principal et bassiste Kevin Scott, le claviériste et guitariste Jake Carter, le percussionniste et batteur Dwight « Mr. Dew » Wyatt et le guitariste principal Joe « J.R. » Sayles. Leur premier album chez Columbia Records, Joe Public, comprend leur hit single Live and Learn qui atteint la quatrième place du Billboard Hot 100. Leur nouveau single single, I Miss You, atteint la 55e place du même classement en 1992. Joe Public est le premier groupe RnB à jouer au Unplugged avec Boyz II Men et Shanice.
Ils animent la NBA Jams Music Video, une VHS promotionnelle du jeu vidéo NBA Jam: Tournament Edition. Leur deuxième album, Easy Come, Easy Go en 1994, est aussi publié chez Columbia Records. Ils continuent comme compositeurs, sur des chansons telles que Keep It Comin' de Keith Sweat en 1991, et pour Tyrese.

## Discographie

### Albums studio
- 1992 : Joe Public (#111 U.S., #23 U.S. R&B)
- 1994 : Easy Come, Easy Go

### Singles
| Année                                                                                   | Single             | Positions | Positions | Positions | Positions | Positions | Positions | Positions | Positions | Positions | Positions | Album              |
| Année                                                                                   | Single             | US        | US R&B    | US Dance  | AUS       | NZ        | NED       | BEL (FLA) | GER       | SWE       | UK        | Album              |
| --------------------------------------------------------------------------------------- | ------------------ | --------- | --------- | --------- | --------- | --------- | --------- | --------- | --------- | --------- | --------- | ------------------ |
| 1992                                                                                    | Live and Learn     | 4         | 3         | 36        | 45        | 3         | 4         | 10        | 16        | 22        | 43        | Joe Public         |
| 1992                                                                                    | I Miss You         | 55        | 8         | —         | —         | 18        | —         | —         | —         | —         | —         | Joe Public         |
| 1992                                                                                    | I've Been Watchin' | —         | 54        | —         | —         | —         | —         | —         | —         | —         | 75        | Joe Public         |
| 1992                                                                                    | Do You Everynite   | 98        | —         | —         | —         | —         | —         | —         | —         | —         | —         | Joe Public         |
| 1992                                                                                    | This One's For You | —         | —         | —         | —         | —         | —         | —         | —         | —         | —         | Joe Public         |
| 1994                                                                                    | Easy Come, Easy Go | —         | 81        | —         | —         | 13        | —         | —         | —         | —         | —         | Easy Come, Easy Go |
| "—" veut signifier que les single n'ont pas été classés ou qu'ils n'ont pas été sortis. |                    |           |           |           |           |           |           |           |           |           |           |                    |